# Государственный Рязанский приборный завод
Госуда́рственный Ряза́нский прибо́рный заво́д — крупнейшее российское предприятие по серийному производству и сопровождению радарных систем и средств связи.
Входит с состав холдинговой компании Концерн «Радиоэлектронные технологии» государственной корпорации Ростех.

## История
Государственный рязанский приборный завод (ГРПЗ) был отделён от военного радиоэлектронного завода «Красное знамя» (см. общую часть истории там) в 1965 году для специализации на серийном выпуске систем управления авиационным вооружением. Другие изделия БРЭО также производились. В конце 1970-х шифровался под условным наименованием «п/я В-2519».
С 1965 – Рязанский государственный приборный завод, с 1973 – вошёл в ПО «Радиоприбор», с 1985 – вошёл в НПО «Фазотрон», а/я 159.

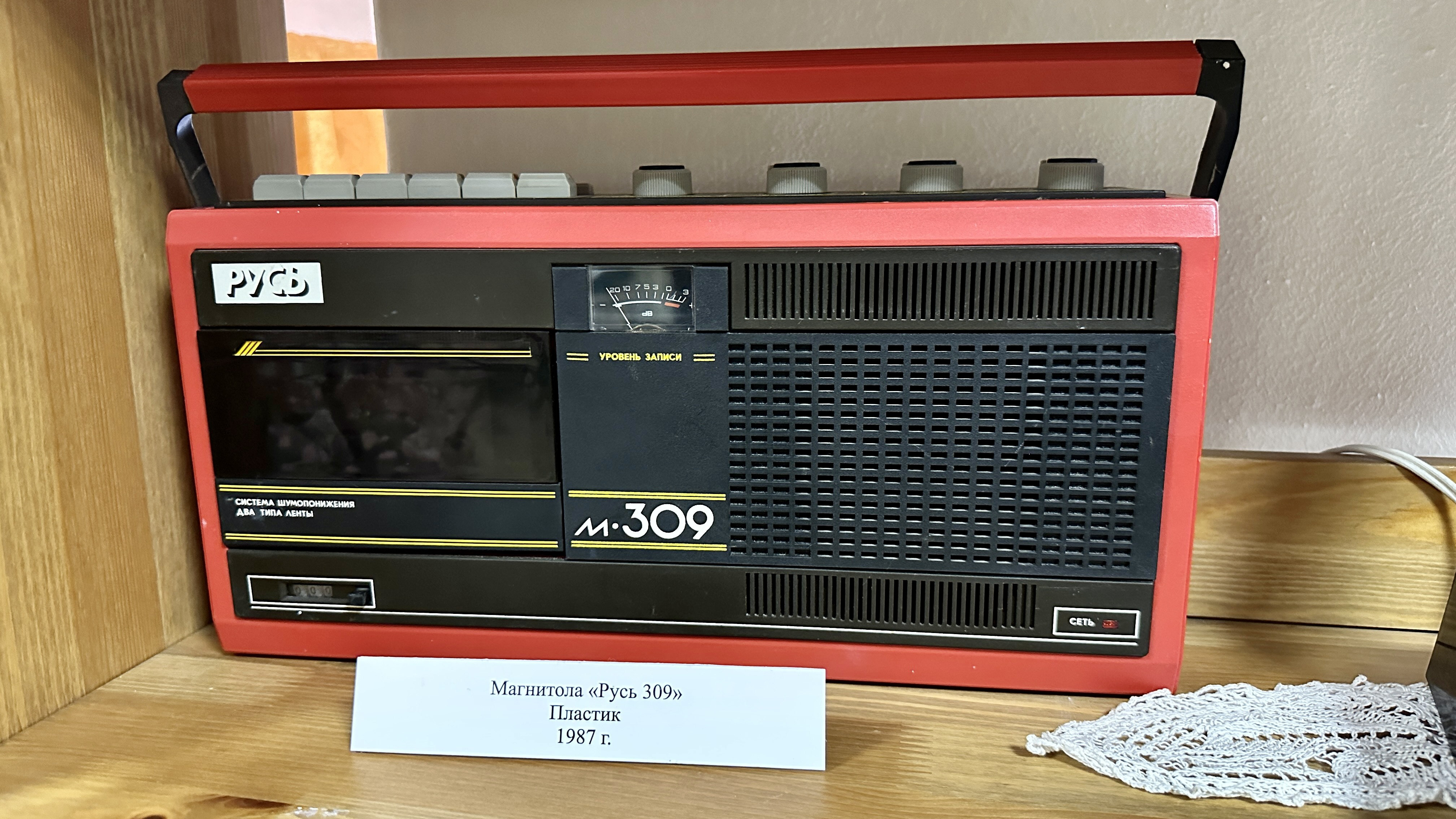
Переносный кассетный магнитофон «Русь М-309»

Во время Перестройки в конце 1980-х годов в связи с потерей госконтрактов была проведена конверсия производства на выпуск гражданских товаров промышленно-технического назначения и бытового применения:
- CD плеер Русь-501, Русь ВП-201
- Магнитофоны Русь-205, Русь-205-1, Русь-207, Русь-207С, Русь-210С, Русь-309, Русь М-309, Русь М-310С-1, Русь П-310С-4Т, Вымпел М-401, Юниор, Юниор-М.
- Магнитолы Русь-211С, Русь-211С-1, Русь РМ-212С.[1]

С 1980-х по 2002 имел филиал в Касимове.

## Продукция предприятия
Запущенные в серию в начале 1980-х радиолокационные прицельные комплексы Н-001 и Н-019 после ряда модернизаций до сих пор стоят на вооружении более чем в 20 странах мира, включая Россию, и продолжают поставляться для комплектации истребителей двух последних десятилетий: МиГ-29, Су-27 и Су-30.
Гражданская продукция:
- Атмосферные оптические линии связи
- Приборы для измерения внутриглазного давления
- Приборы учета электрической энергии
- Печатные платы
- Радиорелейное оборудование
- Сварочные аппараты инверторного типа марки «Форсаж»
- Активная фазированная антенная решётка для перспективного истребителя ПАК ФА[2]

В 2015 году Московская объединённая электросетевая компания приступила к тестированию опытного образца первой российской зарядной станции для электромобилей, произведённой ГРПЗ.

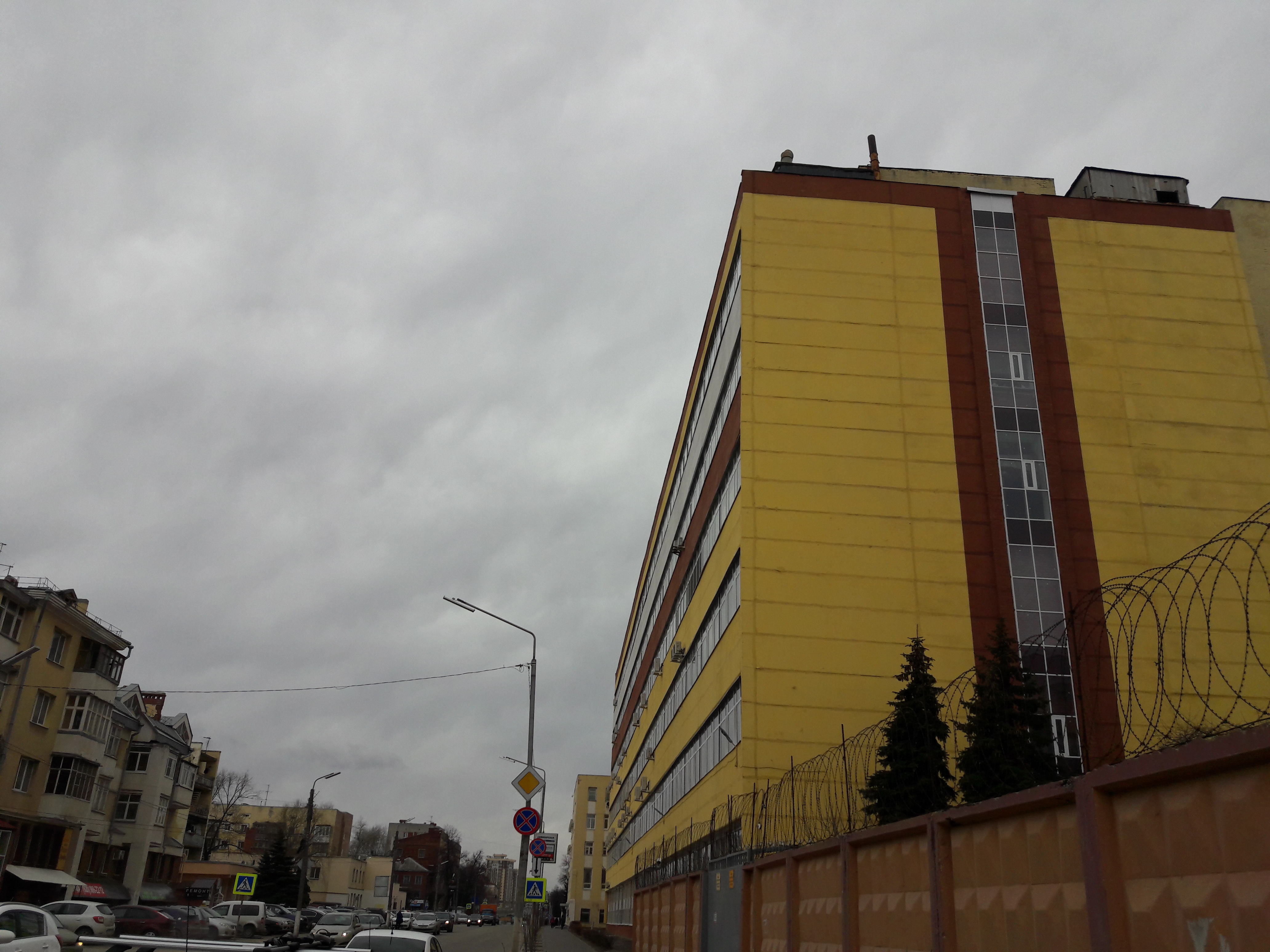
Здания завода

## Санкции
28 июня 2022 года, на фоне вторжения России на Украину, завод включён в санкционный список США против «путинской военной машины». 2 августа 2022 года завод попал под санкции Новой Зеландии, а с 19 октября 2022 года находится под санкциями Украины. 21 февраля 2024 года завод включён в санкционный список Канады против организаций связанных с военно-промышленным комплексом».